# Radstadion
El Radstadion o bien Olympia-Radstadion es un velódromo ubicado en Olympiapark en la ciudad de Múnich, en el estado federado de Baviera al sur del país europeo de Alemania. en este recinto se organizaron la parte de las competiciones de ciclismo de pista de los Juegos Olímpicos de Verano de 1972. La pista fue dispuesta con 285,714 metros de largo por 7 metros de ancho con la banca que variaba entre 11,56 y 48,32 grados.